# Restena
Restena è una frazione del comune di Arzignano (provincia di Vicenza) e confina con il comune di Trissino a nord e con le frazioni di Pugnello e Tezze rispettivamente ad ovest e a sud-est. 

## Storia
Il toponimo Restena fa riferimento all'omonimo corso d'acqua che lo attraversa cioè il Restena; tale nome potrebbe derivare dal termine dialettale resta, ovvero "sbarramento": l'impetuosità di questo torrente infatti ha da sempre reso necessario l'impiego di sbarramenti nel tentativo di scongiurare le sue pericolose inondazioni.  
Le origini della comunità risalgono probabilmente al XVI secolo quando, grazie all'assegnazione dei cosiddetti masi (un'unità di misura locale che indicava un certo quantitativo di terreno incolto), vi si stabilirono i primi coloni bonificatori arrivati dai vicini borghi montani.
La chiesetta dell'Annunciata, fatta costruire nel 1736 da don Girolamo Ziggiotti, ha rappresentato il primo nucleo di aggregazione sia spirituale che sociale dei suoi abitanti.